# Science-Fiction-Jahr 1861
Übersicht

◄◄ | ◄ | 1857 | 1858 | 1859 | 1860 | Science-Fiction-Jahr 1861 | 1862 | 1863 | 1864 | 1865 | ► | ►►

Weitere Ereignisse

## Geboren
- Wilhelm Fischer
- Leo Gilbert († 1933)
- Adalbert von Hanstein († 1904)
- Julius Hoppenstedt († 1936)
- Ernst Müller-Holm († 1927)

## Gestorben
- George Tucker (* 1775)